# Gallio (geslacht)
Gallio is een geslacht van vlinders van de familie dikkopjes (Hesperiidae), uit de onderfamilie Hesperiinae.

## Soorten
- G. carasta (Schaus, 1902)
- G. gallio (Mabille, 1904)